# Ghiacciaio Vivallos
Il ghiacciaio Vivallos (in inglese Vivallos Glacier) è un corto e ripido ghiacciaio situato sulla costa di Danco, nella parte occidentale della Terra di Graham, in Antartide. Il ghiacciaio, il cui punto più alto si trova a circa 529 m s.l.m., fluisce fino alla cala di Leith, nella baia Paradiso.

## Storia
Il ghiacciaio Vivallos è stato mappato nel 1950-51 nel corso della quinta spedizione antartica cilena e dai membri di quest'ultima è stato così battezzato in onore di Cabo Jose L. Vivallos, un membro della spedizione.